# Joseph-François Angelloz

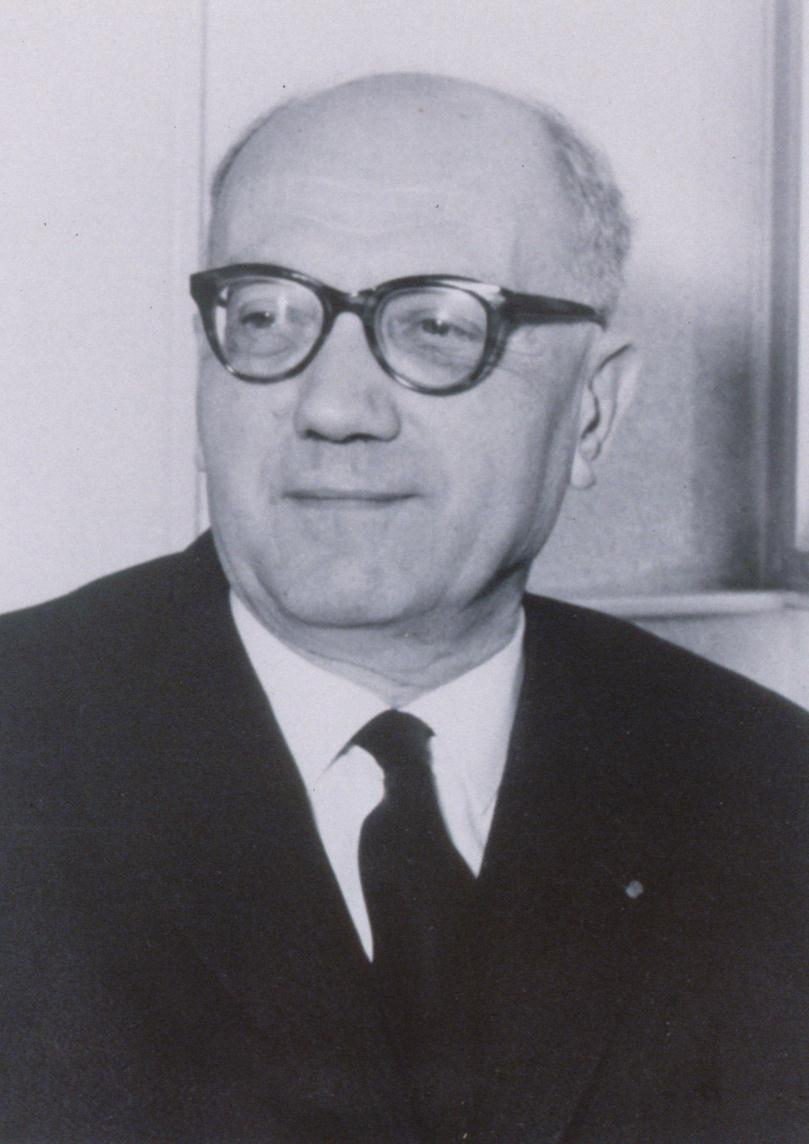
Joseph-François Angelloz

Joseph-François Angelloz (* 7. Oktober 1893 in Frangy; † 29. März 1978 in Thônes) war ein französischer Germanist und Hochschullehrer. Er war Rektor der Universität des Saarlandes in Saarbrücken, der Universität Montpellier und der Universität Straßburg.

## Leben
Angelloz wurde 1893 als Sohn des Gendarmen Edouard Angelloz (1859–1925) und dessen Ehefrau Marie Binvignat (1863–1964) geboren. Nach dem Kriegsdienst studierte er bis 1920 in Annecy, Lyon und Leipzig Germanistik. 1936 promovierte er bei Henri Lichtenberger zum Docteur ès lettres, im November 1960 wurde ihm der Dr. phil. h. c. verliehen.
Zwischen 1921 und 1942 war er an Gymnasien in Rochefort s/Mer, Laon, Paris und am Lycée Français in Düsseldorf beschäftigt, ehe er 1942 zum Professor an der Universität Caen berufen wurde. 1950 wurde er neuer Rektor an der Universität des Saarlandes in Saarbrücken. Nach der Angliederung des Saarlandes an Deutschland wurde Angelloz im Jahr 1956 abgelöst und wechselte als Rektor an die Universität Montpellier. Ab 1958 war er Rektor an der Universität Straßburg, wo er 1964 emeritiert wurde.
Nach seiner Pensionierung wurde Angelloz 1965 Bürgermeister von Thônes (Département Haute-Savoie), wo er bis 1973 im Amt war.

## Wirken
Angelloz galt als bedeutender Goethe- und Rilkeforscher. Er war Mitbegründer der Société des Études Germaniques und Herausgeber ihrer Zeitschrift. Unter seiner Ägide wurde die saarländische Universität zu einer Universität mit europäischem Schwerpunkt: 1951 wurde an der Universität das Europa-Institut gegründet. Angelloz musste sich dabei gegen die französische Regierung und den Hohen Kommissar Gilbert Grandval durchsetzen, die eine eher frankophile Ausrichtung der Universität wünschten.

## Werke

### Autor
- Rilke, l’évolution spirituelle du poète. P. Hartmann, 1936 (Prix Montyon der Académie française)
- La littérature allemande des origines à nos jours. PUF, 1942
- Les plus beaux poèmes allemands. PUF, 1947
- Goethe. Mercure de France, 1949
- Rilke. Mercure de France, 1952
- Guide de l’étudiant germaniste. PUF, 1970
- Le romantisme allemand. PUF, 1973
- Le classicisme allemand. PUF, 1975

### Übersetzer
- Rainer Maria Rilke: Les Elégies de Duino. P. Hartmann, 1936
- Johann Wolfgang von Goethe: Les affinités électives. Aubier, 1942.
- Gottfried Keller: Der grüne Heinrich. Didier, 1942
- Rainer Maria Rilke: Les Elégies de Duino, Sonnets à Orphée. Aubier, 1943
- Rainer Maria Rilke: Die Aufzeichnungen des Malte Laurids Brigge. Belin, 1947
- Rainer Maria Rilke: Cornet Christoph Rilke, Neue Gedichte. Hachette, 1952
- Johann Wolfgang von Goethe: Les souffrances du jeune Werther. Aubier, 1968

## Auszeichnungen
- Croix de guerre
- 1957: Ernennung zum Commandeur des Ordre des Palmes Académiques
- 1959: Ernennung zum Commandeur de l’Ordre Grand Ducal de Luxembourg
- 1951: Goetheplakette der Stadt Frankfurt am Main
- 1960: Offizier der Ehrenlegion
- 1969: Aristide-Briand-Medaille der Europäischen Akademie Otzenhausen
- 1973: Goethe-Medaille des Goethe-Institut
- 1973: Ernennung zum Ehrensenator der Universität des Saarlandes
- 1975: Peter-Wust-Preis der Katholischen Akademie Trier